# Черданцы
Че́рданцы — деревня в городском округе Богданович Свердловской области. Управляется Ильинским сельским советом.

## География
Черданцы расположены на правом берегу реки Большой Калиновки, в устье правого притока — реки Ваганов Лог, в 27 километрах на юго-восток от административного центра округа и района — города Богдановича. 
Ближайшие населённые пункты: Володинское, Колясникова, Ильинское, Волковское.
Часовой пояс
Черданцы, как и вся Свердловская область, находится в часовой зоне МСК+2. Смещение применяемого времени относительно UTC составляет +5:00.

## Население
| 2002 | 2010 | 2021 |
| ---- | ---- | ---- |
| 5    | ↗8   | ↘6   |